# Henry G. Davis
Henry G. Davis (Woodstock, 1823. november 16. – Washington, 1916. március 11.) az Amerikai Egyesült Államok szenátora (Nyugat-Virginia, 1871–1883).